# Koźlarz pomarańczowożółty

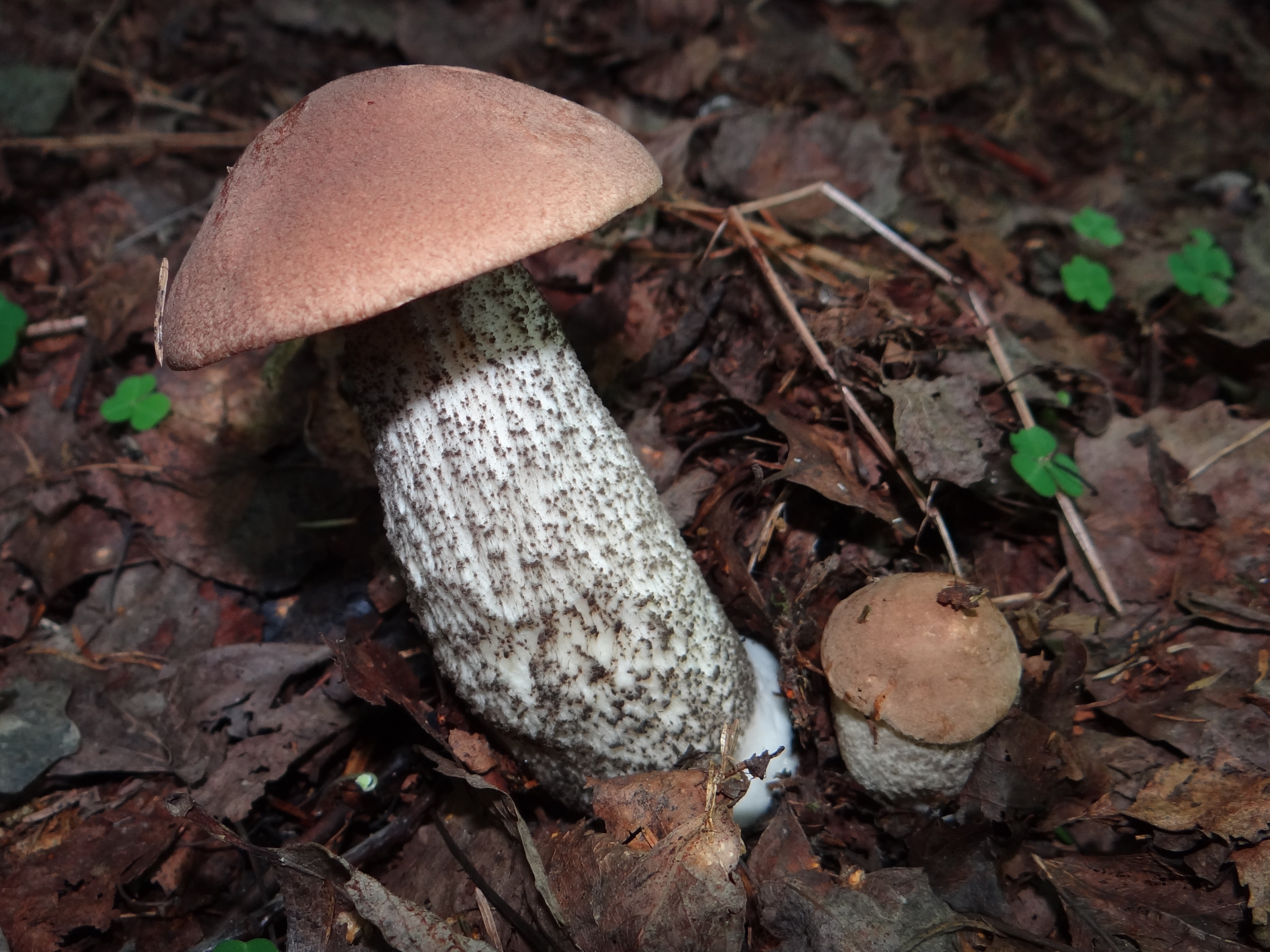

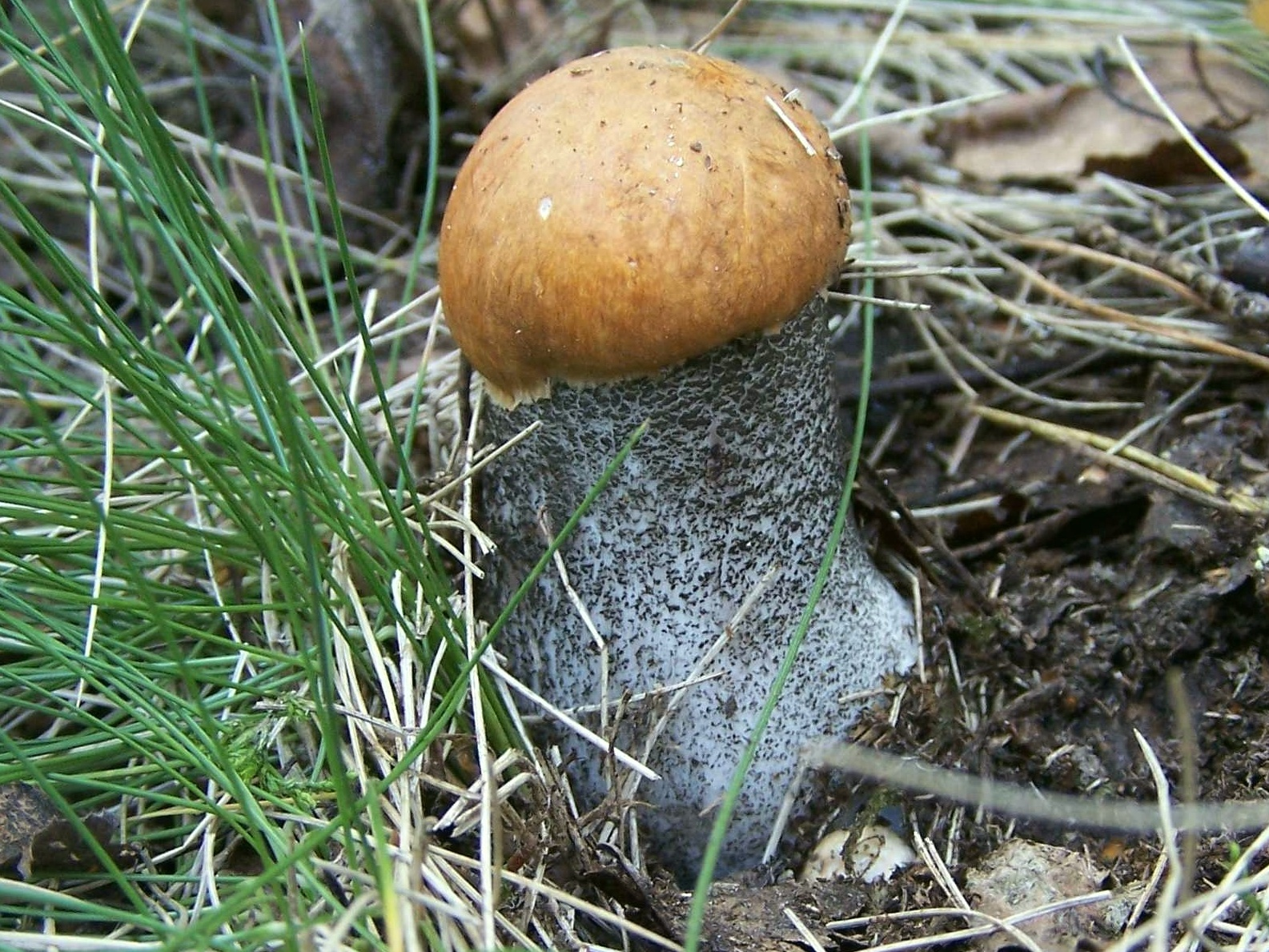
Już od początku łuseczki na trzonie są czarniawe

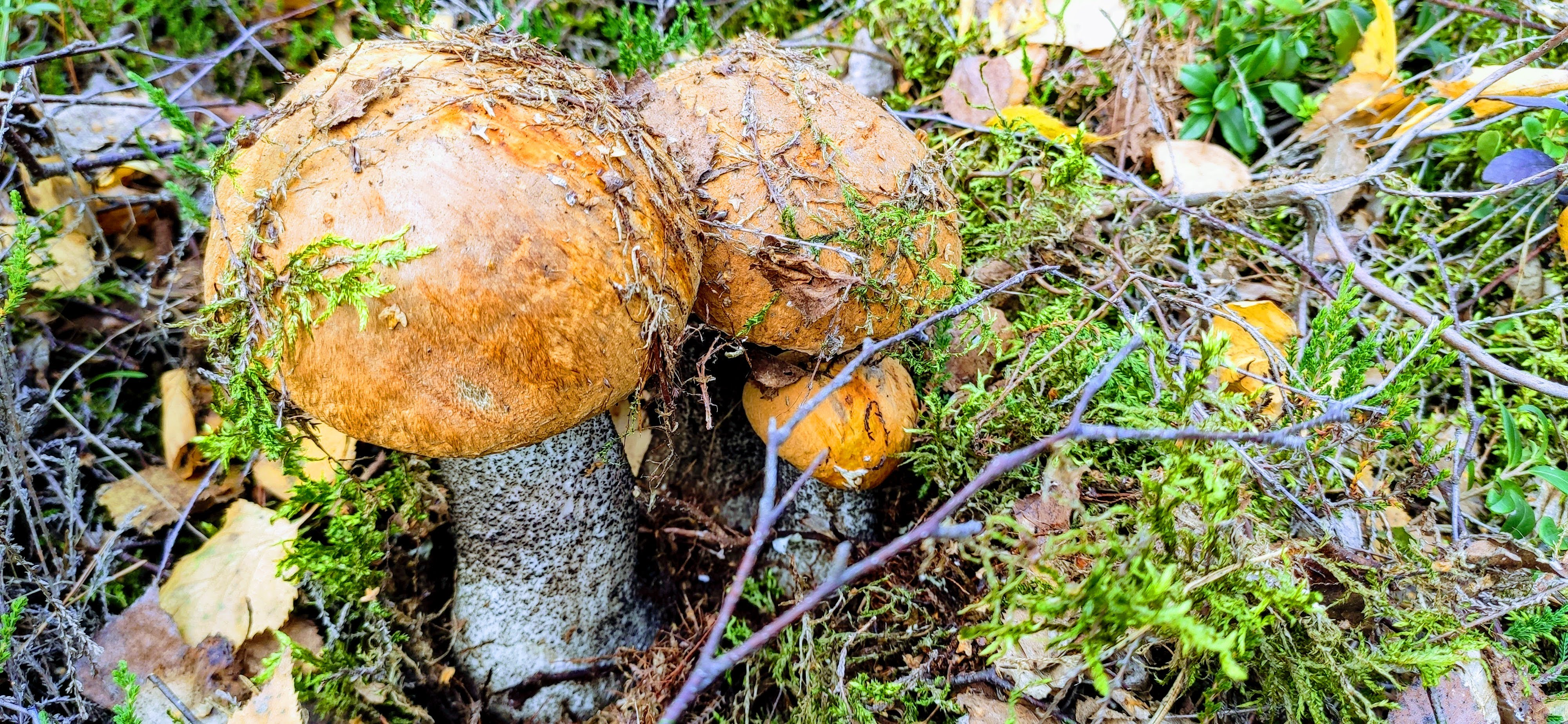

Koźlarz pomarańczowożółty (Leccinum versipelle (Fr. & Hök) Snell) – gatunek grzybów z rodziny borowikowatych (Boletaceae).

## Systematyka i nazewnictwo
Pozycja w klasyfikacji: Leccinum, Boletaceae, Boletales, Agaricomycetidae, Agaricomycetes, Agaricomycotina, Basidiomycota, Fungi.
Po raz pierwszy takson ten zdiagnozowali w 1835 r. Elias Fries i Christopher Theodor Hök, nadając mu nazwę Boletus versipellis. Obecną, uznaną przez Index Fungorum nazwę nadał mu w 1944 r. Walter Henry Snell, przenosząc go do rodzaju Leccinum.
Posiada około 50 synonimów nazwy naukowej.
Nazwę polską podali Barbara Gumińska i Władysław Wojewoda w 1983 r.

## Morfologia
Kapelusz
Ceglastopomarańczowy lub pomarańczowożółty. Ma średnicę 5–15 cm, jest poduszeczkowato wypukły, zwykle kosmkowaty i szorstki; na jego brzegu widoczne są błoniaste resztki zwisającej skórki
Rurki
Rurki białawe z odcieniem szarości.
Trzon
Ma długość 6–15 cm i grubość 1–3 cm. Powierzchnia biała lub jasnoszara, pokryta drobnymi, czarnymi łuskami, które u starszych okazów brązowieją.
Miąższ
Miąższ po przekrojeniu zmienia się na różowo-szaro-fioletowy, a w dolnej części trzonu na zielono-niebieskawy. Ta zmiana koloru może także występować u koźlarza czerwonego.
Wysyp zarodników
Brązowawy. Zarodniki gładkie, eliptyczno-wrzecionowate, o rozmiarach 13–16 × 4–5 μm.
Gatunki podobne
Bardzo podobny jest koźlarz czerwony (Leccinum aurantiacum). Najłatwiej rozróżnić go po łuskach na trzonie; koźlarz czerwony ma początkowo łuseczki białawe, później czerwonobrązowe, nigdy jednak nie są czarne. Ma też bardziej intensywny, jaskrawoczerwony kapelusz i rośnie tylko pod osiką. Podobne są także: koźlarz sosnowy (Leccinum vulpinum) i koźlarz świerkowy (Leccinum piceinum). Gatunki koźlarzy przez grzybiarzy często nie są rozróżniane, ale z użytkowego punktu widzenia nie ma to istotnego znaczenia, gdyż wszystkie są smacznymi grzybami jadalnymi.

## Występowanie i siedlisko
Opisano jego występowanie w Ameryce Północnej, Europie i Azji. W Europie jest szeroko rozprzestrzeniony. Na północy sięga po północne wybrzeża Półwyspu Skandynawskiego, występuje także na Islandii. W Polsce jest pospolity. Znajduje się na czerwonej liście gatunków zagrożonych w Niemczech i Holandii.
Występuje pod brzozami, miejscami licznie, w okresie od czerwca do października. Rośnie wyłącznie pod brzozą lub w bliskim sąsiedztwie tego drzewa.

## Znaczenie
Naziemny grzyb mykoryzowy. Grzyb jadalny: bardzo smaczny, nadaje się zwłaszcza do marynowania, mniej do duszenia z powodu twardego trzonu.